# Boomerang (Reino Unido)
Boomerang  é o canal de televisão por assinatura no Reino Unido e na Irlanda lançou em 27 de maio de 2000. É transmitido 24 horas no SKY, Virgin Media, Smallworld Cable, TV BT, TalkTalk + TV, UPC Irlanda e Freeview (RU) (através VuTV no canal 238). Na maior parte do tempo apresenta desenhos animados clássicos, como Tom e Jerry, Scooby-Doo, Dom Pixote e Pepe Legal.

## História

### Origens
Boomerang foi originalmente iniciado em dezembro de 1992, como um bloco de programação no Cartoon Network EUA. Ele foi ao ar durante quatro horas a cada fim de semana. O bloco de programação seguiu uma programação única de formato de cada semana, desenhos animados produzidos durante um determinado ano (e desenhos animados produzidos durante os anos anteriores a esse ano) seriam exibidos. Por exemplo, se Boomerang foi apresentando o ano de 1969, o espectador seria mais provável ver um episódio de Scooby-Doo, Cadê Você? ou Dick Vigarista e Muttley. O canal estadunidense foi lançado em abril de 2000.

### Lançamento no Reino Unido

Logo utilizado entre setembro de 2004 e fevereiro de 2015.

O Boomerang foi lançado em 27 de maio de 2000, nos horários entre 06:00-00:00, na Sky Digital e certos sistemas de cabos. O canal foi criado pela Turner Broadcasting System para transmitir desenhos animados clássicos da biblioteca de programas de arquivamento Hanna-Barbera, MGM e Warner Bros.,  e Voltado para babyboomers e seus filhos. Em maio de 2001 o canal tornou-se as segundo mais bem cotados para crianças (entre 4-9 anos), com mais de 1,3 milhões de crianças em sintonia. Ele foi batido apenas pelo canal irmão Cartoon Network. Em julho, o canal foi lançado na operadora de TV a cabo Telewest, aumentando assim os telespectadores. James Greville, chefe do Cartoon Network britânico: "O canal lançado apenas um ano atrás, e ainda que já está batido canais infantis estabelecidos em termos de audiência e share"  Em novembro o canal foi lançado em plataforma NTL. Boomerang aumentou a sua biblioteca de desenhos animados antigos através da aquisição de direitos para outros espectáculos de animação, tais como Dangermouse, Snoopy, The Pink Panther e Garfield. Até o final de 2001, o canal começou a afastar-se de sua finalidade original, e mudou-se para transmitir a programação mais recente.
Um canal de Timeshift, Boomerang +1, foi lançado em 6 de março de 2006.
Um feed em HD, Boomerang HD, foi lançado em 24 de junho de 2015.

### Programação de live action
Entre julho e setembro de 2007, o canal começou debatidas da programação live action Minha Família Spy. A série foi uma co-produção entre a Turner Broadcasting e Kindle Entertainment, a produtora independente que surgiram a partir do encerramento da ITV Productions, Kids. O show marca um importante investimento para Turner em live action em um momento em que muitas empresas de radiodifusão estão a rever o seu compromisso com a programação infantil. Outra série de live action incluído Life with Derek e comédia popular, The Latest Buzz.